# Rade bei Hohenwestedt
Rade bei Hohenwestedt é um município da Alemanha, localizado no distrito de Rendsburg-Eckernförde, estado de Schleswig-Holstein.